# Hwal Moo Do
Hwal Moo Do ist ein Mixed-Martial-Arts-System, basierend auf traditionellen koreanischen Kampfkünsten mit dem Schwerpunkt der effektiven realistischen Selbstverteidigung.
Entwickelt wurde es durch Großmeister Byeong-Tae Moon (9. Dan) in den 1970er Jahren und offiziell eingeführt 1976 mit der Gründung der Korean Hwal Moo Hapkido Association, die 2008 in Korean Hwal Moo Do Association umbenannt und offiziell von der koreanischen Regierung anerkannt wurde. 2010 erfolgte die Gründung des Weltverbands, der World Hwal Moo Do Federation und des Europäischen Verbands, der European Hwal Moo Do Federation (EHF).

## Begriffserklärung
Die Bezeichnung Hwal Moo Do bedeutet aufgeschlüsselt:
- Hwal:  etwas zu leben, aufleben
- Moo (auch Mu): Kriegskunst oder Kampfkunst
- Do: der Weg, das Prinzip, die Lehre

Gemeint ist damit, die Lehren der Kampfkünste auch auf das alltägliche Leben zu übertragen, zu leben und durch das Training den Weg zu einem sicheren und gesunden Leben zu finden im Einklang mit sich selbst, und sich selbst und andere schützen zu können. Zitat Großmeister Moon: „활무도 Hwalmoodo is to protect your own life, to save others’ life and to live a healthy life together.“

## Zusammensetzung
Das MMA-System Hwal Moo Do setzt sich zusammen aus den Kampfkünsten:
- Hapkido / HwalMoo Hapkido[2]

- Kickboxen und Thaiboxen/Muay Thai

- MMA (Grappling-/Bodenkampf-Techniken aus dem Luta Livre und BJJ)

- Kumdo (Gumdo), koreanischer Schwertkampf

## Inhalte
Gibon-Sul / Grundtechniken des Hwal Moo Hapkido
darunter fallen:
- Atemtechniken (Hoheupbeop)
- Falltechniken (Nakbeop)
- Fausttechniken (Kwon Sul)
- Fußtritte (Bal Chagi)
- Hebel (Kyeokgi)
- Würfe (Deonjigi)
- Waffentechniken (Mugi Sul)
- Formen (Kombang Sul)

## European Hwal Moo Do Federation
Die European HwalMooDo Federation arbeitet unter und mit der World HwalMooDo Federation in Korea, und wurde gegründet zur einfacheren und besseren Organisation der europäischen HwalMooDo-Schulen.
Sitz der European HwalMooDo Federation e.V. ist Friedrichsdorf bei Frankfurt a. M. / Deutschland
| Europa-Präsident Franco Zanfino Europa-Vize-Präsident Yvan De Wever                                  |
| Deutschland-Vorsitzende Franco Zanfino 8. Dan Natale Zanfino 8. Dan Mark Klinger 8. Dan              |
| Griechenland-Präsident Kostas Stamatellos 7. Dan (Ehrenpräsident) Spiros Florakis 7. Dan             |
| Belgien-Präsident Yvan De Wever 8. Dan                                                               |
| Niederlande-Präsident Yvan De Wever 8. Dan                                                           |
| Luxemburg-Repräsentant Yvan De Wever 8. Dan                                                          |
| Italien-Präsident Franco Zanfino 8. Dan Natale Zanfino 8. Dan Andrea Zanfino 2. Dan Andrea Lo Bianco |
| Polen-Repräsentant Piotr Bernat 2. Dan                                                               |
| Great-Britain-Repräsentant Stefano Albrecht 3. Dan                                                   |
| Frankreich-Repräsentanten Yvan De Wever 8. Dan Anthony Pousset 1. Dan                                |

## Autoren, Links und Belege
- Franco Zanfino: European Hwal Moo Do Federation.
- Rainer Rebhan: Hwal Moo Hapkido.
- Mark Klinger: Hwal Moo Do. In: Kampfkunstzentrum Saar.
- Alexander Görg: Hwal Moo Hapkido. Alexander Görg.